# Pergamena di Chinon

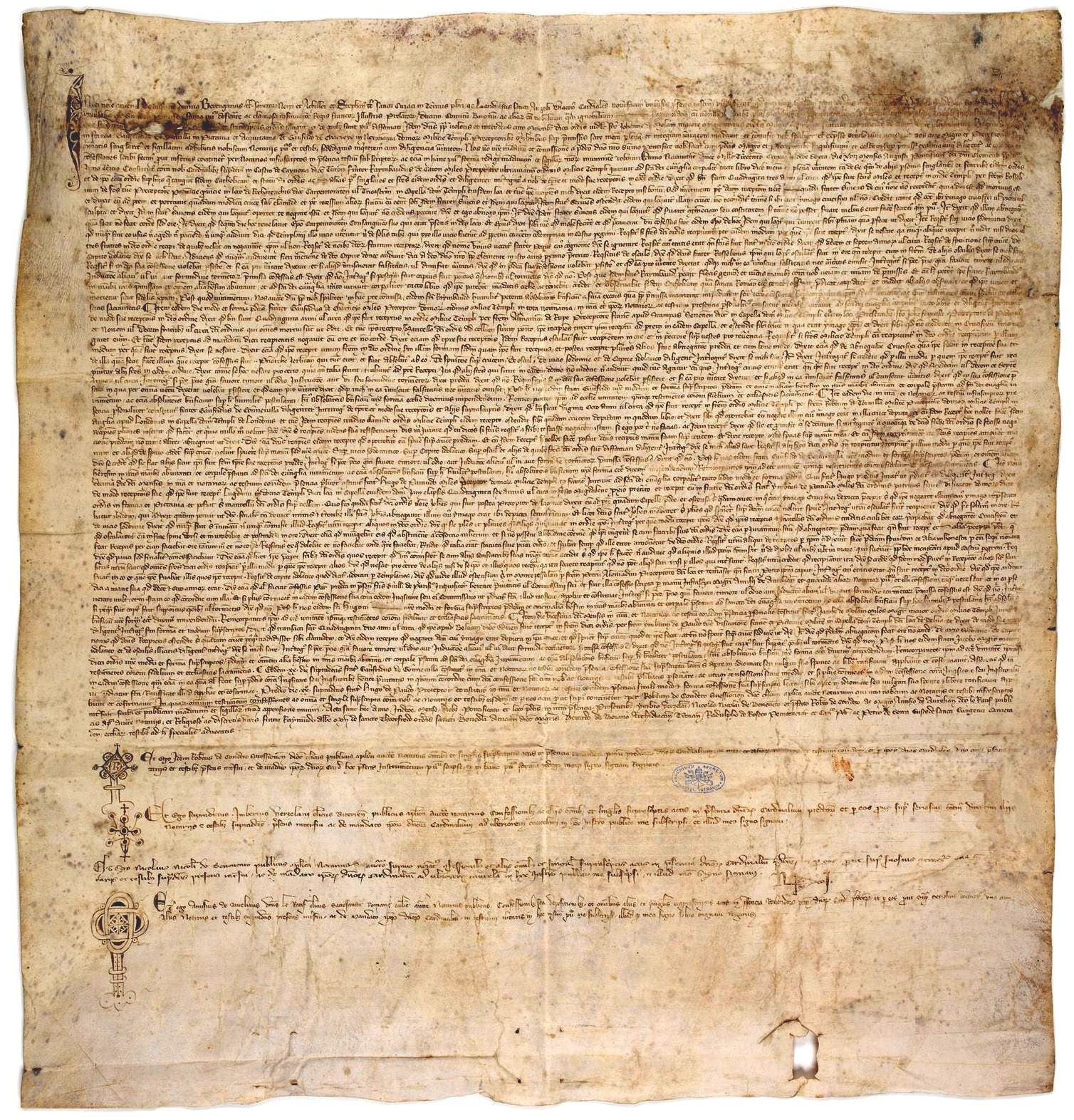
La copia originale della pergamena

La Pergamena di Chinon è un documento medievale scoperto nel settembre 2001 da Barbara Frale, una paleografa italiana presso l'Archivio Segreto Vaticano, il quale dimostra che nel 1308 Papa Clemente V concesse l'assoluzione sacramentale al Gran Maestro Jacques de Molay nonché i restanti maggiorenti dei Cavalieri templari, trascinati in un processo organizzato dal re di Francia Filippo IV il Bello servendosi dell'inquisizione medievale. Il Papa tolse loro ogni scomunica e censura riammettendoli nella comunione della Chiesa cattolica.
La pergamena è datata Chinon, 17-20 agosto 1308 e fu redatta su ordine di Berengario, cardinale prete di San Nereo ed Achille, Stefano, cardinale prete di San Ciriaco in Thermis, e Landolfo, cardinale diacono di Sant'Angelo in Pescheria; il Vaticano custodisce la copia originale e autentica degli atti di quella inchiesta, con segnatura archivistica Archivum Arcis Armarium D 217, mentre una seconda copia autenticata è conservata al numero D 218.
Un'altra versione dell'evento, pervenuta in copia e con un resoconto dei fatti in parte alterato, era stata pubblicata da Étienne Baluze nel 1693 e da Pierre Dupuy in 1751 (vedi sotto per approfondire).

## La storia
Gli agenti del Papa svolsero un'inchiesta per verificare le affermazioni contro gli accusati nel castello di Chinon, posto nella diocesi di Tours. Secondo il documento, Papa Clemente V diede istruzione ai cardinali di condurre l'inchiesta sui Cavalieri Templari accusati. I Cardinali pertanto «dichiarano attraverso questa relazione ufficiale diretta a tutti coloro i quali vorranno leggerla, che, lo stesso Signore Il Papa, desiderando ed intendendo di conoscere la pura, completa ed intera verità dai maggiorenti di detto Ordine, nominalmente Fratello Jacques de Molay, Gran Maestro dell'Ordine dei Cavalieri Templari, Fratello Raymbaud de Caron, Precettore delle Commende dei Cavalieri templari d'Oltremare, Fratello Hugo de Perraud , Precettore di Francia, Fratello Geoffroy de Gonneville, Precettore di Aquitania e Poitou, e Geoffroy de Charney, Precettore di Normandia, ci ha ordinato ed incaricati appositamente e per suo oralmente espresso desiderio affinché noi si esaminasse con diligenza la verità interrogando il Gran Maestro ed i summenzionati Precettori uno per uno ed individualmente, avendo convocato pubblici notai e testimoni degni di fede.» (Pergamena di Chinon datata 17-20 agosto 1308)
Raymbaud de Caron fu il primo ad essere interrogato, il 17 agosto 1308.
«Dopo questo giuramento, per l'autorità conferitaci appositamente per questo scopo dal Signore il Papa, noi accordiamo all'umilmente richiedente Fratello Raymbaud, la grazia del perdono, in una forma accettata dalla Chiesa, dal verdetto della scomunica nel quale era incorso a causa delle sue azioni precedenti, riportandolo all'unità con la Chiesa e reintegrandolo nella comunità dei fedeli ed ai sacramenti della Chiesa.» (Pergamena di Chinon datata 17-20 agosto 1308)
Il secondo a essere interrogato nella stessa giornata fu Geoffroy de Charney. Il terzo a essere interrogato il medesimo giorno fu Geoffroy de Gonneville. Hugo de Perraud fu il quarto a venire interrogato, il 19 agosto 1308. Il Gran Maestro fu l'ultimo a essere interrogato il 20 agosto 1308. Secondo il documento, tutti gli interrogatori degli accusati svoltisi dal 17 al 20 agosto 1308 ebbero sempre luogo alla presenza di pubblici notai e dei testimoni riuniti. Tra le accuse si annoveravano la sodomia, la bestemmia contro Dio, baci illeciti, lo sputare sulla croce e l'adorazione di un idolo.
Il corpo del testo riporta la comparsa degli imputati, il giuramento degli imputati, le imputazioni contro gli accusati e la maniera con cui furono interrogati gli accusati. Dall'interrogatorio di Molay:
«Quando gli fu chiesto se avesse confessato queste cose perché sollecitato, per una ricompensa, per riconoscenza, per cortesia, per timore, per astio, per persuasione da parte di qualcun altro, o per l'uso della forza, o per il timore di venire sottoposto a tortura, egli rispose di no. Quando gli fu chiesto se, dopo essere stato arrestato, fosse stato sottoposto ad un interrogatorio o alla tortura egli rispose di no.»
Il testo, successivamente, elenca le denunce, le richieste di assoluzione, e la concessione dell'assoluzione da parte degli agenti del Papa; tutto ciò avvenne sempre alla presenza di testimoni. Un estratto delle indulgenze concesse a Molay poi recita «Dopo di ciò giungemmo alla conclusione di estendere la grazia del perdono per quegli atti che Fratello Jacques de Molay, il Gran Maestro dell'Ordine, nella forma e nella maniera sopra descritta aveva denunciato in nostra presenza, come pure per le eresie descritte ed ogni altra , e giurò di persona sul Santo Vangelo del Signore, e umilmente chiese la grazia del perdono (contro la scomunica), riconducendolo all'unione con la Chiesa e riaggregandolo alla comunità dei fedeli ed ai sacramenti della Chiesa.» (Pergamena di Chinon datata 17-20 agosto 1308)
L'analisi della pergamena di Chinon ha permesso a Barbara Frale di riconoscere alcune delle pratiche segrete di iniziazione dei Templari. Malgrado tre degli accusati abbiano ammesso di essere stati invitati dai loro superiori durante l'iniziazione a rinnegare la croce e a sputare su un crocefisso, le loro storie sono tutte incoerenti. Geoffroy de Gonneville ammise di non avere ceduto, malgrado le minacce, a rinnegare ed a sputare sulla croce. Malgrado ciò, Geoffroy de Gonneville fu comunque ammesso nell'ordine, il che potrebbe significare che il rifiuto della croce possa essere stato una qualche sorta di prova. Gli altri ammisero di «avere rinnegato solo con le parole non con lo spirito». Gordon Napier ritiene che la pratica di rinnegare la croce fosse un addestramento in caso di cattura da parte dei saraceni.
Tutti negarono la pratica della sodomia o di avere assistito ad atti di sodomia; tuttavia fu ammesso di avere dato dei baci come forma di rispetto solamente durante l'iniziazione a Templare. Il solo Hugo de Perraud dichiarò che durante la sua iniziazione gli fu detto «…di astenersi dall'accompagnarsi a donne, e se non fosse stato in grado di limitare la sua lussuria, di congiungersi con fratelli dell'ordine». Inoltre, solamente Hugo de Perraud dichiarò di avere visto la testa di un idolo che i Templari furono accusati di adorare, a Montpellier, in possesso del Fratello Peter Alemandin, Precettore di Montpellier.
Tutti gli altri Templari menzionati nella pergamena di Chinon negarono di essere stati incoraggiati a congiungersi con altri fratelli, e a nessuno di loro fu chiesto dell'idolo. Tutti loro aggiunsero che, come per ogni cattolico, ogni trasgressione contro la fede cattolica veniva pienamente confessata ad un prete o ad un vescovo, venivano impartite penitenze e concesse assoluzioni.
La pergamena di Chinon fu materialmente redatta da Robert de Condet, chierico della diocesi di Soissons, nonché notaio apostolico. I notai apostolici furono Umberto Vercellani, Nicolo Nicolai da Benvenuto, Robert de Condet e maestro Amise d'Orléans le Ratif. I testimoni dei procedimenti furono Fratello Raymond, abate del monastero benedettino di San Teofredo, nella diocesi di Annecy, Maestro Berard (o Bernard?) di Boiano, arcidiacono di Troia, Raoul de Boset, confessore e canonico proveniente da Parigi, e Pierre de Soire, supervisore di Saint-Gaugery di Cambresis.
Inoltre, secondo il documento, furono redatte ulteriori tre copie maggiormente dettagliate dagli altri notai pubblici. A tutti i documenti fu apposto il sigillo e furono tutti firmati dai partecipanti. Secondo il documento: «Le loro parole e confessioni furono scritte esattamente nella maniera in cui sono riportate qui dai notai i cui nomi sono elencati sotto alla presenza di testimoni elencati sotto. Abbiamo altresì ordinato che queste cose venissero redatte in forma ufficiale e convalidate dalla protezione dei nostri sigilli.» (Pergamena di Chinon datata 17-20 agosto 1308)
La pergamena di Chinon riporta un tentativo fallito da parte del Papa di preservare i Templari dalle macchinazioni del re di Francia, Filippo IV, stabilendo che l'ordine non fosse eretico e fosse capace di riformarsi sotto l'egida della Chiesa. Le colpe dell'ordine consistevano soltanto in fenomeni di grave malcostume, che però non era un fatto grave e insanabile come l'eresia per la quale i Templari erano stati trascinati in un processo. Tuttavia, quando divenne evidente che Filippo IV era determinato a sterminare l'ordine (ed a confiscarne i considerevoli beni e le proprietà all'interno del regno) il Papa abbandonò i templari al loro destino. Al di fuori della Francia la dissoluzione dell'ordine fu conseguita con molto meno spargimento di sangue, ed i membri superstiti dell'ordine furono assorbiti da altre istituzioni religiose.

## La scoperta e la pubblicazione
Nel settembre del 2001, Barbara Frale, trovò l'originale pergamena di Chinon nell'Archivio Segreto Vaticano, che si credeva perduta da 700 anni ma invece era stata catalogata in modo improprio. La storica ha pubblicato le sue scoperte nel "Journal of Medieval History" e scrisse diversi saggi sull'argomento, fra cui "Il papato ed il processo ai Templari" e anche "The Templars". Nel 2007 il Vaticano ha pubblicato la pergamena di Chinon come parte di una edizione limitata di 799 copie del Processus Contra Templarios dopo settecento anni di oblio, con un'ottocentesima copia presentata a Papa Benedetto XVI.

## Un'altra versione dell'inchiesta di Chinon
Esiste un'ulteriore versione dell'inchiesta di Chinon, ben nota agli storici, pubblicata da Étienne Baluze nel 1693 e da Pierre Dupuy nel 1751.
Questa seconda versione non è originale ma invece una copia, datata Chinon 20 agosto 1308 e fu redatta dai cardinali Berenger Fredol Cardinale-prete dei Santi Nereo ed Achilleo, Etienne de Suisy cardinale-prete di San Ciriaco in Thermis e Landolfo Brancaccio, Diacono di Sant'Angelo in Pescheria, sotto forma di lettera indirizzata a Filippo IV di Francia, riportando che era stata concessa l'assoluzione a tutti quei Templari che avevano confessato l'eresia, riammettendoli ai Sacramenti ed all'unione con la Chiesa.